# گابریل مونچینی
گابریل مونچینی (انگلیسی: Gabriele Moncini؛ زادهٔ ۲۶ آوریل ۱۹۹۶) بازیکن فوتبال اهل ایتالیا است.
از باشگاه‌هایی که در آن بازی کرده‌است می‌توان به باشگاه فوتبال یوونتوس و باشگاه فوتبال چزنا اشاره کرد.
وی همچنین در تیم‌های ملی فوتبال زیر ۱۶ سال ایتالیا، زیر ۱۷ سال ایتالیا، و زیر ۲۱ سال ایتالیا بازی کرده‌است.